# Europejskie kwalifikacje w piłce siatkowej kobiet do Letnich Igrzysk Olimpijskich 2016
Europejskie kwalifikacje stanowią drugą szansę (po Pucharze Świata) dla drużyn zrzeszonych w Europejskiej Konfederacji Piłki Siatkowej (CEV) na awans do turnieju olimpijskiego w piłce siatkowej kobiet na Letnich Igrzyskach Olimpijskich 2016.
Rozgrywki w odróżnieniu od poprzedniej edycji składają się tylko z jednej rundy. Udział w niej ma zapewnione osiem najlepszych zespołów rankingu europejskiego, które nie zdołały zakwalifikować się na igrzyska olimpijskie poprzez Puchar Świata. Europejski Turniej Kwalifikacyjny jest rozgrywany w dniach 4-9 stycznia 2016 roku w tureckiej hali Başkent Voleybol Salonu w Ankarze.
Awans na igrzyska olimpijskie uzyska tylko zwycięzca turnieju. Zespoły z miejsc 2-3. będą mogły uczestniczyć w światowym turnieju eliminacyjnym, który będzie ostatnią szansą zdobycia awansu.

## System rozgrywek
Zespoły zostały podzielone na dwie grupy (A i B). Z każdej grupy dwie najlepsze drużyny awansują do półfinałów, po których rozegrany będzie finał. Do turnieju olimpijskiego awans uzyska zwycięzca turnieju.

## Uczestnicy
8 drużyn, najwyżej sklasyfikowanych w rankingu CEV na 19 października 2015 roku, które nie zdobyły kwalifikacji do turnieju olimpijskiego.
- Rosja (1)
- Włochy (2)
- Turcja (4, gospodarz)
- Niemcy (5)
- Holandia (6)
- Belgia (7)
- Polska (8)
- Chorwacja (9)

## Faza grupowa

### Grupa A
Tabela
| Lp. | Drużyna   | Mecze | Mecze   | Mecze   | Pkt | Sety | Sety | Sety  | Małe punkty | Małe punkty | Małe punkty |
| Lp. | Drużyna   | M     | W (3:2) | P (2:3) | Pkt | wyg. | prz. | ratio | zdob.       | str.        | ratio       |
| --- | --------- | ----- | ------- | ------- | --- | ---- | ---- | ----- | ----------- | ----------- | ----------- |
| 1   | Holandia  | 3     | 2 (0)   | 1 (1)   | 7   | 8    | 3    | 2.667 | 258         | 215         | 1.200       |
| 2   | Turcja    | 3     | 2 (0)   | 1 (0)   | 6   | 6    | 4    | 1.500 | 220         | 215         | 1.023       |
| 3   | Niemcy    | 3     | 2 (1)   | 1 (0)   | 5   | 7    | 5    | 1.400 | 269         | 255         | 1.055       |
| 4   | Chorwacja | 3     | 0 (0)   | 3 (0)   | 0   | 0    | 9    | 0.000 | 163         | 225         | 0.724       |

Aktualizacja do dnia 6 stycznia 2016
Źródło: http://www.cev.lu/Competition-Area/CompetitionStandings.aspx?ID=837
Punktacja: 3:0 i 3:1 – 3 pkt; 3:2 – 2 pkt; 2:3 – 1 pkt; 1:3 i 0:3 – 0 pkt
Zasady ustalania kolejności: 1. liczba zwycięstw; 2. liczba punktów; 3. stosunek setów; 4. stosunek małych punktów; 5. bilans w bezpośrednich meczach
Wyniki spotkań
| Data | Godzina | Drużyna 1 | Wynik | Drużyna 2 | Set 1 | Set 2 | Set 3 | Set 4 | Set 5 | Widzów | Raport |
| ---- | ------- | --------- | ----- | --------- | ----- | ----- | ----- | ----- | ----- | ------ | ------ |
| 4.01 | 14:00   | Holandia  | 2:3   | Niemcy    | 28:26 | 22:25 | 22:25 | 25:20 | 11:15 | 500    | 1      |
| 4.01 | 19:30   | Chorwacja | 0:3   | Turcja    | 18:25 | 22:25 | 17:25 |       |       | 3800   | 2      |
| 5.01 | 19:30   | Niemcy    | 1:3   | Turcja    | 25:27 | 25:23 | 16:25 | 17:25 |       | 7000   | 3      |
| 6.01 | 16:30   | Niemcy    | 3:0   | Chorwacja | 25:16 | 25:14 | 25:17 |       |       | 800    | 4      |
| 6.01 | 19:30   | Turcja    | 0:3   | Holandia  | 14:25 | 10:25 | 21:25 |       |       | 7500   | 5      |
| 7.01 | 16:30   | Holandia  | 3:0   | Chorwacja | 25:19 | 25:17 | 25:23 |       |       | 500    | 6      |

### Grupa B
Tabela
| Lp. | Drużyna | Mecze | Mecze   | Mecze   | Pkt | Sety | Sety | Sety  | Małe punkty | Małe punkty | Małe punkty |
| Lp. | Drużyna | M     | W (3:2) | P (2:3) | Pkt | wyg. | prz. | ratio | zdob.       | str.        | ratio       |
| --- | ------- | ----- | ------- | ------- | --- | ---- | ---- | ----- | ----------- | ----------- | ----------- |
| 1   | Rosja   | 3     | 3 (1)   | 0 (0)   | 8   | 9    | 3    | 3.000 | 275         | 235         | 1.170       |
| 2   | Włochy  | 3     | 2 (2)   | 1 (0)   | 4   | 7    | 7    | 1.000 | 292         | 306         | 0.954       |
| 3   | Belgia  | 3     | 1 (0)   | 2 (1)   | 4   | 5    | 7    | 0.714 | 256         | 268         | 0.955       |
| 4   | Polska  | 3     | 0 (0)   | 3 (2)   | 2   | 5    | 9    | 0.556 | 286         | 301         | 0.950       |

Aktualizacja do dnia 6 stycznia 2016
Źródło: http://www.cev.lu/Competition-Area/CompetitionStandings.aspx?ID=837
Punktacja: 3:0 i 3:1 – 3 pkt; 3:2 – 2 pkt; 2:3 – 1 pkt; 1:3 i 0:3 – 0 pkt
Zasady ustalania kolejności: 1. liczba zwycięstw; 2. liczba punktów; 3. stosunek setów; 4. stosunek małych punktów; 5. bilans w bezpośrednich meczach
Wyniki spotkań
| Data | Godzina | Drużyna 1 | Wynik | Drużyna 2 | Set 1 | Set 2 | Set 3 | Set 4 | Set 5 | Widzów | Raport |
| ---- | ------- | --------- | ----- | --------- | ----- | ----- | ----- | ----- | ----- | ------ | ------ |
| 4.01 | 16:30   | Polska    | 2:3   | Rosja     | 25:19 | 25:18 | 22:25 | 14:25 | 10:15 | 1000   | 7      |
| 5.01 | 14:00   | Włochy    | 1:3   | Rosja     | 16:25 | 25:23 | 19:25 | 21:25 |       | 400    | 8      |
| 5.01 | 16:30   | Belgia    | 3:1   | Polska    | 25:19 | 16:25 | 27:25 | 25:18 |       | 800    | 9      |
| 6.01 | 14:00   | Belgia    | 2:3   | Włochy    | 25:16 | 23:25 | 25:22 | 17:25 | 15:17 | 500    | 10     |
| 7.01 | 14:00   | Rosja     | 3:0   | Belgia    | 25:19 | 25:22 | 25:17 |       |       | 400    | 11     |
| 7.01 | 19:30   | Włochy    | 3:2   | Polska    | 25:18 | 25:22 | 22:25 | 19:25 | 15:13 | 500    | 12     |

## Faza pucharowa

### Półfinały
| Data | Godzina | Drużyna 1 | Wynik | Drużyna 2 | Set 1 | Set 2 | Set 3 | Set 4 | Set 5 | Widzów | Raport |
| ---- | ------- | --------- | ----- | --------- | ----- | ----- | ----- | ----- | ----- | ------ | ------ |
| 8.01 | 16:30   | Holandia  | 3:0   | Włochy    | 25:23 | 25:21 | 25:19 |       |       | 1000   | 13     |
| 8.01 | 19:30   | Rosja     | 3:1   | Turcja    | 21:25 | 25:18 | 25:12 | 25:20 |       | 7500   | 14     |

### Mecz o 3. miejsce
| Data | Godzina | Drużyna 1 | Wynik | Drużyna 2 | Set 1 | Set 2 | Set 3 | Set 4 | Set 5 | Widzów | Raport |
| ---- | ------- | --------- | ----- | --------- | ----- | ----- | ----- | ----- | ----- | ------ | ------ |
| 9.01 | 16:30   | Turcja    | 2:3   | Włochy    | 23:25 | 25:19 | 23:25 | 25:15 | 13:15 | 4000   | 15     |

### Finał
| Data | Godzina | Drużyna 1 | Wynik | Drużyna 2 | Set 1 | Set 2 | Set 3 | Set 4 | Set 5 | Widzów | Raport |
| ---- | ------- | --------- | ----- | --------- | ----- | ----- | ----- | ----- | ----- | ------ | ------ |
| 9.01 | 19:30   | Rosja     | 3:1   | Holandia  | 25:21 | 22:25 | 25:19 | 25:20 |       | 2200   | 16     |

## Nagrody indywidualne
| MVP                 | Najlepsza rozgrywająca | Najlepsza atakująca | Najlepsze środkowe          | Najlepsze przyjmujące     | Najlepsza libero  |
| ------------------- | ---------------------- | ------------------- | --------------------------- | ------------------------- | ----------------- |
| Natalja Obmoczajewa | Jewgienija Starcewa    | Lonneke Slöetjes    | Robin de Kruijf Kübra Akman | Paola Egonu Neriman Özsoy | Stefania Sansonna |

## Klasyfikacja końcowa
| Miejsce | Zespół    |
| ------- | --------- |
| 1       | Rosja     |
| 2       | Holandia  |
| 3       | Włochy    |
| 4       | Turcja    |
| 5       | Niemcy    |
| 5       | Belgia    |
| 7       | Polska    |
| 7       | Chorwacja |

|  | Kwalifikacja na igrzyska olimpijskie                 |
|  | Kwalifikacja do światowego turnieju kwalifikacyjnego |